# Chantal Macé
Pour les articles homonymes, voir Macé.
Chantal Macé, née le 19 octobre 1968 à Lourdes, est une actrice française.
Active dans le doublage, elle est la voix française régulière de Rose Byrne, Emily VanCamp et Michelle Trachtenberg. Elle a également été la voix du personnage Véra Dinkley dans la série d'animation Scooby-Doo au début des années 2000 après Laurence Badie et avant Caroline Pascal, de Gwen Tennyson enfant dans la franchise Ben 10 ainsi que Juniper Lee dans la série animée du même nom,.

## Doublage

### Cinéma

#### Films
- Rose Byrne dans :
  - Two Hands (1999) : Alex
  - The Dead Girl (2006) : Leah
  - Adam (2009) : Elizabeth « Beth » Buchwald[3]
  - Insidious (2010) : Renai Lambert
  - The Place Beyond the Pines (2013) : Jennifer
  - Mariage à l'anglaise (2013) : Natasha Redfearn
  - Les Stagiaires (2013) : Dana Sims
  - Insidious : Chapitre 2 (2013) : Renai Lambert
  - Adult Beginners (2014) : Justine
  - Insidious : La Dernière Clé (2018) : Renai Lambert

- Emily VanCamp dans :
  - Infectés (2009) : Kate
  - Captain America : Le Soldat de l'hiver (2014) : Sharon Carter
  - Captain America: Civil War (2016) : Sharon Carter

- Miki Nakatani[4] dans : 
  - Ring (1998) : Mai Takano
  - Ring 2 (1999) : Mai Takano

- Olesya Rulin dans :
  - High School Musical 3 : Nos années lycée (2008) : Kelsi Nielsen
  - Blonde et dangereuse (2008) : le soldat Petrovitch

- 1962[5] : Five Finger Exercise : Pamela Harrington (Annette Gorman)
- 1987 : Le Beau-père : Stéphanie Maine (Jill Schoelen)
- 1995 : Groom Service : Sarah (Lana McKissack)
- 1997 : L'Associé du diable de Taylor Hackford : Barbara (Heather Matarazzo)
- 1998 : He Got Game : Mary Shuttlesworth (Zelda Harris)
- 1999 : Belles à mourir : Lisa Swenson (Brittany Murphy)
- 2000 : J'emporterais ton âme : Jennie (Elizabeth Low)
- 2000 : The Patriot : Le Chemin de la liberté : ? ( ? )
- 2002 : Scooby-Doo : Vera Dinkley (Linda Cardellini)
- 2002 : Le Temps d'un automne : Jamie Sullivan (Mandy Moore)
- 2005 : Hellraiser : Hellworld : Allison (Anna Tolputt)
- 2005 : The Quiet : Dot (Camilla Belle)
- 2007 : Missionary Man : Kiowa (Chelsea Ricketts)
- 2009 : Je déteste la Saint-Valentin : Tammy Greenwood (Zoe Kazan)
- 2009 : Obsessed : Samantha (Scout Taylor-Compton)
- 2009 : The Grudge 3 : Lisa (Johanna Braddy)
- 2009 : À contre-courant : Suzanne (Michelle Trachtenberg)
- 2014 : Délivre-nous du mal : Lucinda (Jenna Gavigan)
- 2021 : À quel prix ? : Maya (Gayle Rankin)

#### Films d'animation
- 1985[6] : Taram et le Chaudron magique : Elonwy
- 1998 : La Légende de Brisby : Jenny McBride
- 1998 : La Mouette et le Chat : Félicité adulte
- 1998 : Scooby-Doo sur l'île aux zombies : Vera Dinkley
- 1999 : Babar, roi des éléphants : Flore
- 1999 : Scooby-Doo et le Fantôme de la sorcière : Vera et Dusk
- 2000 : Dingo et Max 2 : le flirt de Max au Club Rave
- 2000 : Scooby-Doo et les Extraterrestres : Vera
- 2001 : La Trompette magique : Serena
- 2001 : L'Enfant qui voulait être un ours : l'oursonne (adolescente)
- 2001 : Scooby-Doo et la Cybertraque : Vera / Cyber Vera
- 2002 : Huit Nuits folles d'Adam Sandler : Jennifer Friedman enfant, un soldat de KB Toys
- 2002 : Les Supers Nanas, le film : Bulle
- 2003 : Scooby-Doo et le Monstre du Mexique : Vera
- 2003 : Scooby-Doo et les Vampires : Vera
- 2004[7] : Pokémon : La Destinée de Deoxys : Kathryn
- 2004[8] : Mind Game : Myon
- 2005 : Bratz : Rock Angelz : Kirstee Smith
- 2005 : Cool attitude, le film : Maria Boulevardez
- 2006 : Barbie : Mermaidia : Papillon des Mers
- 2010[9] : La Disparition de Haruhi Suzumiya : Haruhi Suzumiya
- 2012 : Ben 10 : Destruction Alien[10] : Gwen Tennyson

### Télévision

#### Téléfilms
- Olesya Rulin dans :
  - Les Sorcières d'Halloween 3 (2004) : Natalie
  - High School Musical : Premiers pas sur scène (2006) : Kelsi Nielsen
  - High School Musical 2 (2007) : Kelsi Nielsen

- Alyson Stoner dans :
  - The JammX Kids (2004) : elle-même
  - Camp Rock (2008) : Caitlyn Gellar
  - Camp Rock 2 : Le Face à face (2010) : Caitlyn Gellar

- Michelle Trachtenberg :
  - Le Plongeon (2005) : Carrie Beal
  - Le Défi de Kylie (2008) : Kylie Shines

- Martha MacIsaac dans :
  - Reconquérir une femme (2006) : Olivia Dunne
  - Au nom de ma fille (2007) : Charlotte

- Emily Hirst dans :
  - Les Deux Visages de ma fille (2009) : Alexis Stratton
  - Chasseuse de tempêtes (2009) : Sarah Stewart

- Laura Osswald dans :
  - Une pour toutes, toutes pour une ! (2010) : Maren Van Stetten
  - Une robe de mariée pour deux (2012) : Mara Eisemann

- 1987 : The Member of the Wedding : Frankie Addams (Anna Paquin)
- 1997 : À la recherche de l'Eden : Lizzie (Rebecca Smart)
- 1998 : Objectif Terre : L'invasion est commencée : Tammy Mackaphe (Courtney Crumpler)
- 1998 : Merlin : Morgane jeune (Alice Hamilton)
- 1998 : David et Lisa : Lisa (Brittany Murphy)
- 1999 : Alice au pays des merveilles : Alice (Tina Majorino)
- 1999 : La Nuit des fantômes : Caroline (Claire Adamson)
- 1999 : La saison des miracles : Alanna « Lani » Thompson (Mae Whitman)
- 1999 : La Vie secrète d'une milliardaire : Doris Duke enfant (Hayden Panettiere)
- 2000 : Le Poids du secret : Beth Moss (Alison Lohman)
- 2004 : Les Règles secrètes du mariage : Anne (Elisa Moolecherry)
- 2005 : La Force des mots : Leesha (Monique Coleman)
- 2005 : Un amour de cheval : Alina (Marett Katalin Klahn)
- 2006 : L'Enfer de glace : A.J. Carmichael (Britt Irvin)
- 2006 : Pour le cœur d'un enfant : Julia (Eden Sollereder)
- 2007 : Ben 10 : Course contre-la-montre : Gwen Tennyson (Haley Ramm)
- 2007 : Le cœur n'oublie pas : Allison (Amy Halloran)
- 2007 : Marco Polo : Temulun/Kensaï (Desiree Ann Siahaan)
- 2008 : Confessions d'une star : Emily (Melanie Leishman)
- 2008 : Derrière les apparences : Finn Driver (Adriana DeMeo)
- 2013 : Noël tous en chœur : Justin (Anson Bagley)
- 2013 : Soirée filles : Michelle (Kate Nash)
- 2022 : La bataille des mariés : Carla Alvarez (Susie Lee)

#### Téléfilms d'animation
- 1979[11] : Scooby-Doo à Hollywood : Vera Dinkley
- 1988[12] : Scooby-Doo et l'École des sorcières : Sibella, Bandelette et Cadet Baxter

#### Séries télévisées
- Michelle Trachtenberg dans :
  - New York, police judiciaire (1991) : Dinah Driscoll (saison 2, épisode 5)
  - Buffy contre les vampires (2000-2003) : Dawn Summers (66 épisodes)
  - New York, section criminelle (2006) : Lisa Willow Tyler (saison 6, épisode 10)
  - Gossip Girl (2008-2012) : Georgina Sparks (28 épisodes)
  - Mercy Hospital (2009-2010) : l'infirmière Chloe Payne (22 épisodes)
  - Esprits criminels (2013) : Diane Turner (saison 8, épisode 12)
  - NCIS : Los Angeles (2013) : Lily Lockhart (saison 5, épisode 12)
  - Gossip Girl (2022-2023) : Georgina Sparks (saison 2, épisodes 6 et 7)
- Emily VanCamp dans :
  - Everwood (2002-2003) : Amy Abbott (1re voix, saison 1)
  - New York, unité spéciale (2007) : Charlotte Truex (saison 8, épisode 14)
  - Brothers and Sisters (2007-2010) : Rebecca Harper (75 épisodes)
  - Ben Hur (2010) : Esther (mini-série)
  - Revenge (2011-2015) : Emily Thorne/Amanda Clarke (89 épisodes)
- Aimee Teegarden dans : 
  - Friday Night Lights (2006-2011) : Julie Taylor (76 épisodes)
  - Legend of the Seeker : L'Épée de vérité (2009) : Annabelle (saison 2, épisode 4)
  - 90210 Beverly Hills : Nouvelle Génération (2009) : Rhonda Kimble (3 épisodes)
- Darcy Rose Byrnes dans :
  - Les Feux de l'Amour (2003-2008) : Abigail « Abby » Abbott Carlton #1 (142 épisodes)
  - Amour, Gloire et Beauté (2007) : Abigail « Abby » Abbott Carlton (8 épisodes)
- Mandy Moore dans :
  - Entourage (2005) : elle-même (5 épisodes)
  - Grey's Anatomy (2010) : Mary Portman (4 épisodes)
- Melora Walters dans :
  - Big Love (2006-2010) : Wanda Henrickson (43 épisodes)
  - Desperate Housewives (2007) : Sylvia Greene (saison 4, épisodes 8 et 9)
- Jacqueline MacInnes Wood dans : 
  - Amour, Gloire et Beauté (2008-2013 et 2015-2019) : Steffy Forrester
  - Castle (2014) : Chelsea (saison 7, épisode 6)
- 1990[13] : « Il » est revenu : Beverly "Bev" Marsh adolescente (Emily Perkins) (mini-série)
- 1993-1997 : Docteur Quinn, femme médecin : Becky Bonner (Haylie Johnson) (19 épisodes)
- 1994 : Diagnostic : Meurtre : Melissa Ridgeway (Alanna Ubach) (saison 1, épisode 14)
- 1994-1995 : Angela, 15 ans : Sharon Cherski (Devon Odessa) (19 épisodes) / Danielle Chase (Lisa Wilhoit) (19 épisodes)
- 1995 / 2000 : Urgences : Mandy Horn (Natanya Ross) (saison 1, épisode 15) / Alyssa Adams/Jane Doe (Mae Elvis) (saison 6, épisode 10)
- 1996-1999 : Le Caméléon : Miss Parker enfant (Ashley Peldon) (10 épisodes)
- 1996-1999 : Millennium : Jordan Black (Brittany Tiplady) (39 épisodes)
- 1997 : Hartley, cœurs à vif : Melanie Black (Rebecca Smart) (42 épisodes)
- 1998 : Les Frères McGrail : Kelly McGrail (Alexa Vega) (7 épisodes)
- 1998 : Merlin : Morgane jeune (Alice Hamilton) (mini-série)
- 1999-2000 : Deuxième Chance : Jennifer (Kimberly McCullough) (9 épisodes)
- 1999-2000 : Un agent très secret : Heather Wiseman (Heather Matarazzo) (22 épisodes)
- 1999-2001 : Popular : Lily Esposito (Tamara Mello) (43 épisodes)
- 1999-2002 : Le Loup-garou du campus : Rebecca "Becky" Dingle (Natalie Vansier) (22 épisodes)
- 1999-2003 : À la Maison-Blanche : Zoey Bartlet (Elizabeth Moss) (1re voix, saisons 1 à 4)
- 2000-2002 : Malcolm : Dabney Hooper (Kyle Sullivan) (1re voix, saisons 1 à 3)
- 2000-2011 : Ma tribu : Janey Harper (Daniela Denby-Ashe) (saisons 1 à 3) / Kenzo Harper (Tayler Marshall) (23 épisodes)
- 2001 : Aux portes du cauchemar : Nikki (Briana Cuoco) (épisode 4)
- 2001-2002 : C'est pas ma faute ! : Mindy et Cindy Stage (Daniella Canterman et Deanna Canterman) (22 épisodes)
- 2001-2003 : Le Livre de Winnie l'ourson : Cassie (Stephanie d'Abruzzo)
- 2002 : Un père peut en cacher un autre (en) : Olivia (Camille Guaty) (12 épisodes)
- 2002 : New York, section criminelle : Shari (Liz Rebert) (saison 2, épisode 7)
- 2002-2003 : Boston Public : Natalie Stone (Kimberlee Peterson) (3 épisodes)
- 2003-2006 / Depuis 2007 : Les Feux de l'Amour : Sierra Hoffman (Asia Ray Smith) (78 épisodes) / Abby Newman (Hayley Erin #2, Marcy Rylan #3 puis Melissa Ordway #4)
- 2005 : Phil du futur : Candida Keegel (Spencer Locke) (5 épisodes)
- 2005 : Queer as Folk : Callie Leeson (Meredith Henderson) (2e voix, saison 5)
- 2005-2006 : Coups de génie : Sacha Johnson (Greta Larkins) (26 épisodes)
- 2005-2007 : La Vie de palace de Zack et Cody : Max (Alyson Stoner) (6 épisodes)
- 2006 : Blade : Charlotte (Emily Hirst) (6 épisodes)
- 2006-2009 : FBI : Portés disparus : Lucy (Adriana DeMeo) (32 épisodes)
- 2007 : Médium : Izzy (Zoe Kazan) (saison 3, épisode 15)
- 2007 : Cold Case, affaires classées : Hilary West 1964 (Johanna Braddy) (saison 4, épisode 16)
- 2007 : The Black Donnellys : Kim (Adelia Saunders) (5 épisodes)
- 2007 : Dr House : Hannah Morganthal (Mika Boorem) (saison 3, épisode 14)
- 2007-2012 : Damages : Ellen Parsons (Rose Byrne) (59 épisodes)
- 2008 : Scotland Yard, crimes sur la Tamise : Angela Clarkson (Eleanor Matsuura) (saison 17, épisodes 1 et 2)
- 2008-2011 : Fringe : Astrid Farnsworth (Jasika Nicole) (1re voix, saisons 1 à 3)
- 2010-2011 : Grey's Anatomy : Mary (Mandy Moore) (4 épisodes)
- 2011-2013 : 30 Rock : Kaylie Hooper (Chloë Grace Moretz) (1re voix, saisons 5 et 6)
- 2012-2013 : Burning Love : Carly (Janet Varney) (23 épisodes)
- 2014 : Crisis : Alicia Dutton (Jessica Dean Turner) (13 épisodes)
- 2019 : The Society : Gretchen (Madeline Logan) (4 épisodes)
- 2025 : Pour toujours : ? (?)
- 2025 : Adults : l'infirmière de Billie (Monica Rodriguez Knox)

#### Séries d'animation
- 1977[14] : Bouba : Frisquette, Joy
- 1989 : Les Bisounours (Version Nelvana) : Alouat, Ti’ coquine
- 1994[15] : Armitage III : voix diverses (OAV)
- 1995-1997 : Freakazoid! : Steff
- 1996 : Les Simpson :  Lisa Simpson et Milhouse Van Houten (voix de remplacement dans la saison 7, épisodes Un super big Homer, La Mère d'Homer, Une partie homérique, Marge et son petit voleur et Deux mauvais voisins)
- 1996-1999 : Hé Arnold! : Park (1re voix), Patrice (épisode 64)
- 1997 : Superman, l'Ange de Metropolis : Sarita Felix (épisode 17), Natasha Irons (épisode 35)
- 1997 : Batman : Annie (épisode 93), Supergirl (épisode 105)
- 1997-1998 : Les 101 Dalmatiens, la série : Chipounette, la secrétaire de Cruella d'Enfer, Rebecca, la caissière (saison 2, épisode 30b)
- 1997-2000 : Pepper Ann : Tessa, Vanessa James
- 1998 : Animaniacs : Charlton (épisode 70), Mary (épisode 74), Polly (épisode 91), Blanche-Neige et Rachel (épisode 93), Katie Baboom (épisode 98)
- 1998-2001 : Les Supers Nanas : Bulle (1re voix)
- 1999 : Capitaine Fracasse : Chiquita
- 1999 : Batman, la relève : Dana (épisode 24)
- 2000 : Babar : Flore (saison 6)
- 2000[16] : Black : Tsukiko (OAV 10)
- 2000 : Fantômette : Boulotte
- 2000 : Les Griffin : voix additionnelles (saison 2, épisode 19, "les litres de la nation")
- 2000-2005 : Jackie Chan : Jade Chan
- 2001 : Samurai Jack : les fillettes (épisode 13)
- 2001 : La Légende de Tarzan : Manka
- 2001-2005 : Cool Attitude : Maria Boulevardez, voix additionnelles
- 2002-2004 : Quoi d'Neuf Scooby-Doo ? : Vera Dinkley (1re voix, saisons 1 et 2)
- 2004 : Le Roi de Las Vegas : Hunter, Sierra, Victoria
- 2004[17] : Keroro, mission Titar : Tamama
- 2005 : Les Zinzins de l'espace : voix additionnelles
- 2005-2007 : Juniper Lee : Juniper Lee
- 2005-2007 : MÄR : Pano, Chap et Merilo
- 2005-2008 : Ben 10 : Gwen Tennyson, Gwen adulte (épisode 46)
- 2005-2008 : Bratz : Kirstee Smith
- 2006 : Lilo et Stitch, la série : Fusion Girl #1 (épisode 50)
- 2006 : Kim Possible : Yori (2e voix)
- 2006-2008 : Horseland : Bienvenue au ranch ! : Chloé
- 2006-2008 : Code Geass : Euphemia li Britannia
- 2006-2009 : La Mélancolie de Haruhi Suzumiya : Haruhi Suzumiya
- 2006-2009 : Kilari : Fubuki Todo, Eiko
- 2007 : Zombie-Loan : Yomi/Koyomi
- 2007 : SuperNormal[18] : Caméléa
- 2008 : Batman : L'Alliance des héros : des enfants (épisode 5), Katana (épisode 6) et Martha Wayne (épisode 7)
- 2012-2014 : Ben 10: Omniverse : Gwen Tennyson enfant, la princesse Attéa, Rook Shar (1re voix), Nyancy Chan, Peski Dust (2e voix), voix additionnelles
- 2014-2021 : Tom et Jerry Show : Abeille
- 2015 : Robin des Bois : Malice à Sherwood : voix additionnelles
- Les Bisounours (version Nelvana) : Alouat et Ti'Coquine
- 2016-2019 : Ben 10 : Gwen Tennyson (1re voix)
- 2016-2019 : Les Supers Nanas : Bulle
- 2021 : So I'm a Spider, So What? : Sachi Kudo
- 2022 : She Professed Herself Pupil of the Wise Man : Meilin
- 2022 : Black Rock Shooter: Dawn Fall : Miya

### OAV
- Iczer-One : Nami

### Jeux vidéo
- 2000 : Fear Effect : Wee Ming
- 2000 : Scooby-Doo! Le Mystère du château hanté : Vera Dinkley
- 2006 : Psychonauts : Igra (Sheegor en VO)
- 2020 : Watch Dogs: Legion : voix additionnelles
- 2024: MultiVersus: Bulle

## Publication
- Chroniques australiennes, Éditions Elzévir, 2008, 300 p.  (ISBN 2811400672)